# Park Dome Kumamoto
Park Dome Kumamoto er en indendørs multiarena i Higashi-ku, Japan, med plads til 10.000 tilskuere til håndboldkampe.
I arenaen bliver benyttet under den kommende VM i håndbold 2019 for kvinder, hvor finalen skal spilles i.